# Pozlovice
Pozlovice (en allemand : Poslowitz) est une commune du district et de la région de Zlín, en Tchéquie. Sa population s'élevait à 1 261 habitants en 2020.

## Géographie
Pozlovice se trouve à 14 km au sud-est de Zlín, à 85 km à l'est de Brno et à 263 km au sud-est de Prague.
La commune est limitée par Podhradí au nord, par Dolní Lhota et Petrůvka à l'est, par Luhačovice au sud et à l'ouest, et par Ludkovice à l'ouest.

## Histoire
La première mention écrite du village date de 1287.

## Transports
Par la route, Pozlovice se trouve à 14 km de Slavičín, à 19 km de Zlín, à 106 km de Brno et à 323 km de Prague.